# Grenze zwischen Dänemark und Schweden

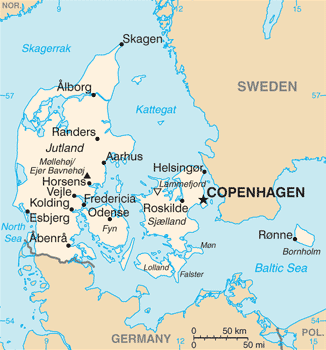
Lage von Dänemark und Schweden zueinander

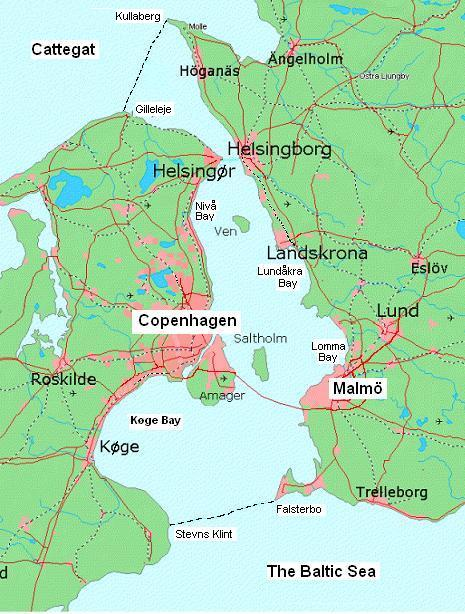
Karte des Öresunds

Die Grenze zwischen Dänemark und Schweden ist ausschließlich eine Seegrenze.

## Verlauf

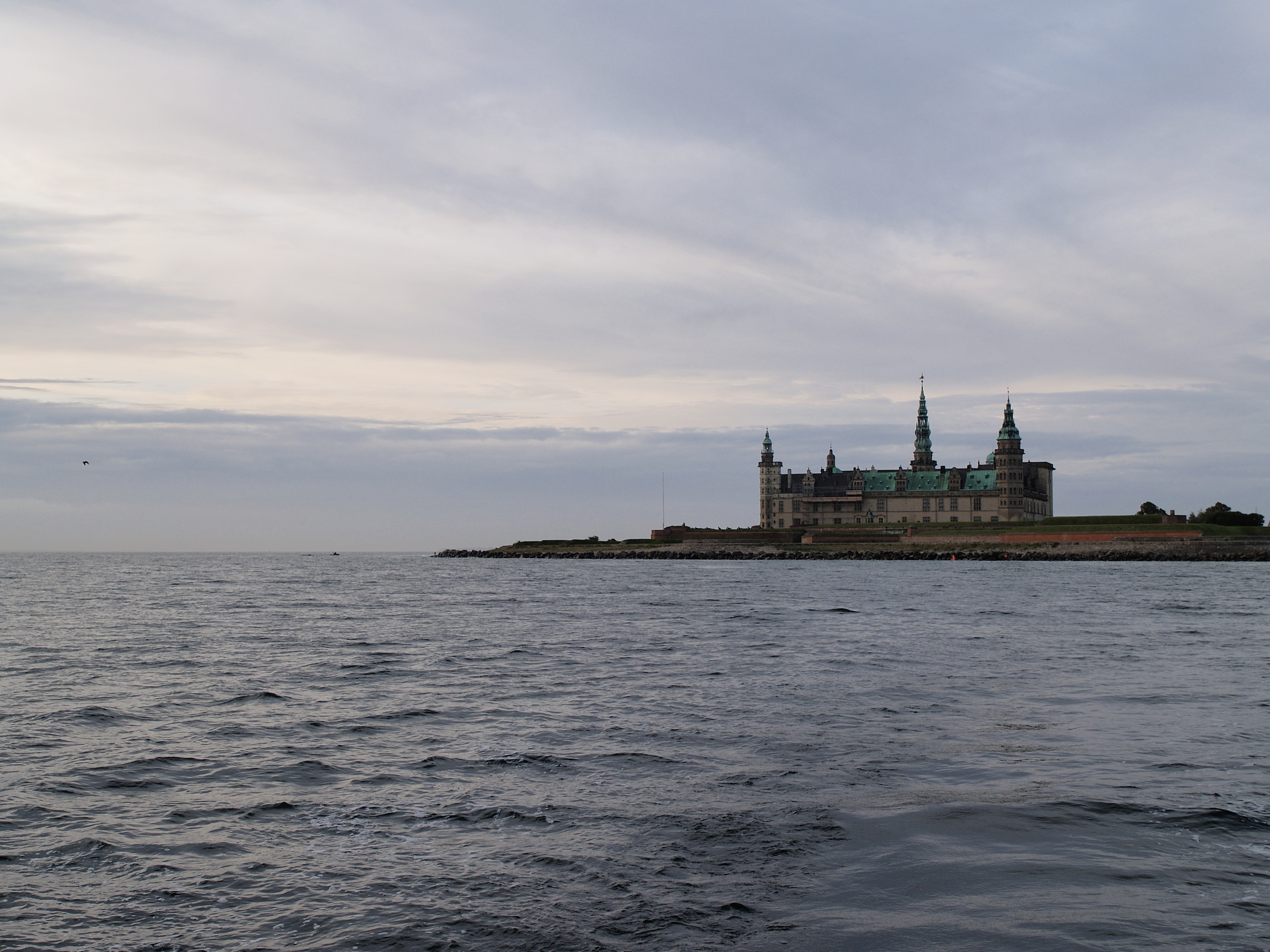
Schloss und Leuchtfeuer Kronborg in Helsingør, Dänemark

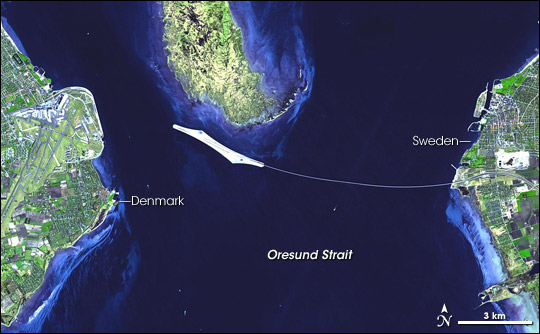
Satellitenbild der Öresundverbindung

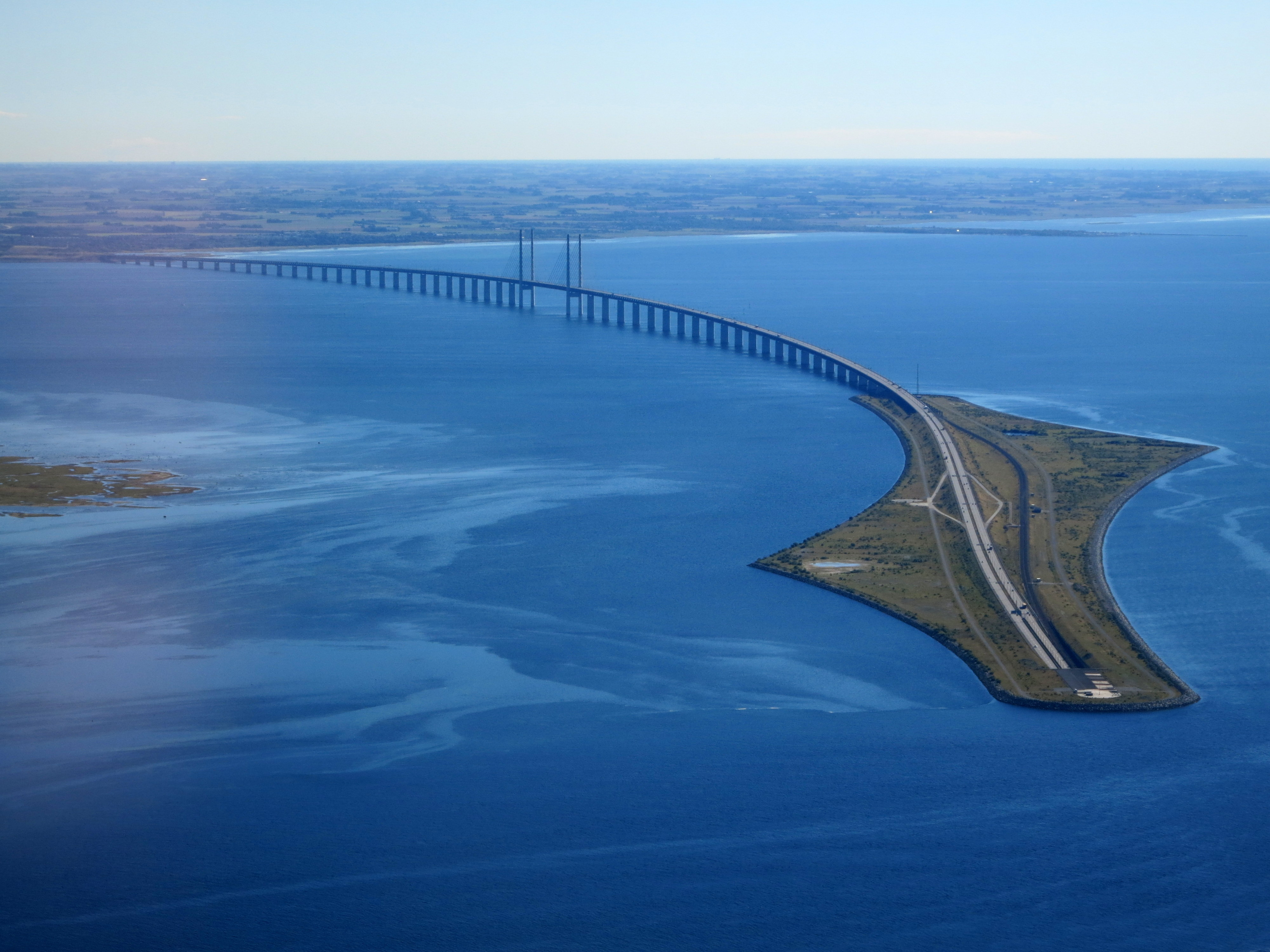
Die Öresundbrücke (Luftaufnahme 2015)

Die Grenze verläuft durch den Kattegat und den Öresund (dänische Schreibweise: Øresund) mit einer geringsten Breite von 4 km zwischen der dänischen Insel Seeland und der südschwedischen Landschaft Schonen. Der Öresund wird seit dem Jahr 2000 durch die Öresundverbindung gequert, die aus der Öresundbrücke und dem Drogdentunnel besteht und von der Europastraße 20 und der Bahnstrecke København–Malmö genutzt wird. Die Inseln im Öresund gehören mit Ausnahme der schwedischen Insel Ven sämtlich zu Dänemark.
Die Territorialgewässer der beiden Staaten stoßen ausschließlich im Öresund auf einer Länge von rund 115 km zwischen den schwedischen Höganäs und Falsterbo aneinander. Die zwischen Polen und Schweden gelegene dänische Ostseeinsel Bornholm hat keine gemeinsame Grenze mit Schweden.

## Geschichte
Der bestehende Verlauf der Grenze geht auf das Jahr 1658 zurück, als im Frieden von Roskilde die zuvor dänischen Gebiete des heutigen Südschweden, Schonen, Blekinge und Bohuslän, an Schweden abgetreten werden mussten. Seither verläuft die Grenze durch den Öresund. Jedoch kam das 1658 ebenfalls abgetretene Bornholm schon 1660 im Frieden von Kopenhagen im Austausch gegen die Insel Ven wieder an Dänemark zurück. Die so geschaffene Grenze hat (auch unter der deutschen Okkupation Dänemarks von 1940 bis 1945) bis in die Gegenwart Bestand. Mit der Nordischen Passunion entfielen ab 1958 die Grenzkontrollen, seit der europäischen Flüchtlingskrise haben sich hier allerdings Änderungen ergeben.

## Grenzübergänge
Folgende Grenzübergänge (Flugverbindungen nicht berücksichtigt) bestehen zwischen Dänemark und Schweden:
- Frederikshavn–Göteborg, Aurofähre.
- Grenå–Varberg, Autofähre.
- Helsingør–Helsingborg, Autofähre.
- Kopenhagen–Malmö, Straße und Eisenbahn über die Øresund-Brücke.
- Rønne–Ystad, Autofähre.